# Schismatoglottis trusmadiensis
Schismatoglottis trusmadiensis är en kallaväxtart som beskrevs av Alistair Hay och J.Wood. Schismatoglottis trusmadiensis ingår i släktet Schismatoglottis och familjen kallaväxter. Inga underarter finns listade.